# Basiprionota sumba
Basiprionota sumba es un insecto coleóptero de la familia Chrysomelidae. Es endémico de Sumba.